# Montgolfière
Pour la constellation imaginaire, voir Montgolfière (constellation).
 (octobre 2020).
Si vous disposez d'ouvrages ou d'articles de référence ou si vous connaissez des sites web de qualité traitant du thème abordé ici, merci de compléter l'article en donnant les références utiles à sa vérifiabilité et en les liant à la section « Notes et références ».
Une montgolfière est un aérostat composé d'un panier surmonté d'une enveloppe remplie d'air chaud, ce qui assure sa sustentation par la poussée d'Archimède issue de la différence de densité entre l'air chaud situé à l'intérieur de l'enveloppe et l'air ambiant. 
La maîtrise de la température de l'air dans l'enveloppe nécessite l'usage d'un brûleur de chauffage, ce qui limite l'autonomie par la réserve de carburant et le poids correspondant. Elle se différencie des ballons à gaz qui se sustentent grâce à un gaz plus léger que l'air, et n'ont pas cette contrainte.

## Histoire

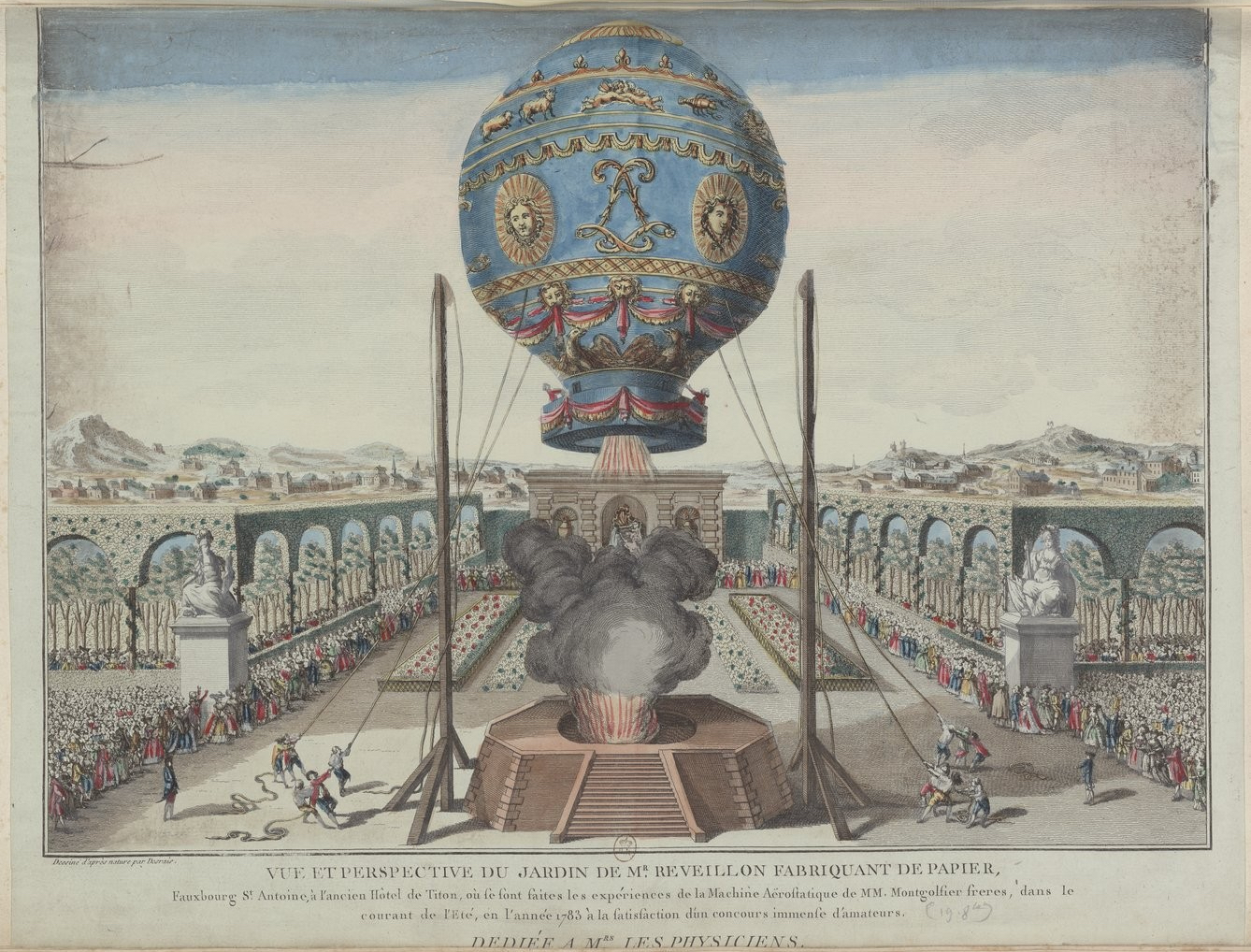
Le 1er vol habité à la Folie Titon, le 19 octobre 1783.

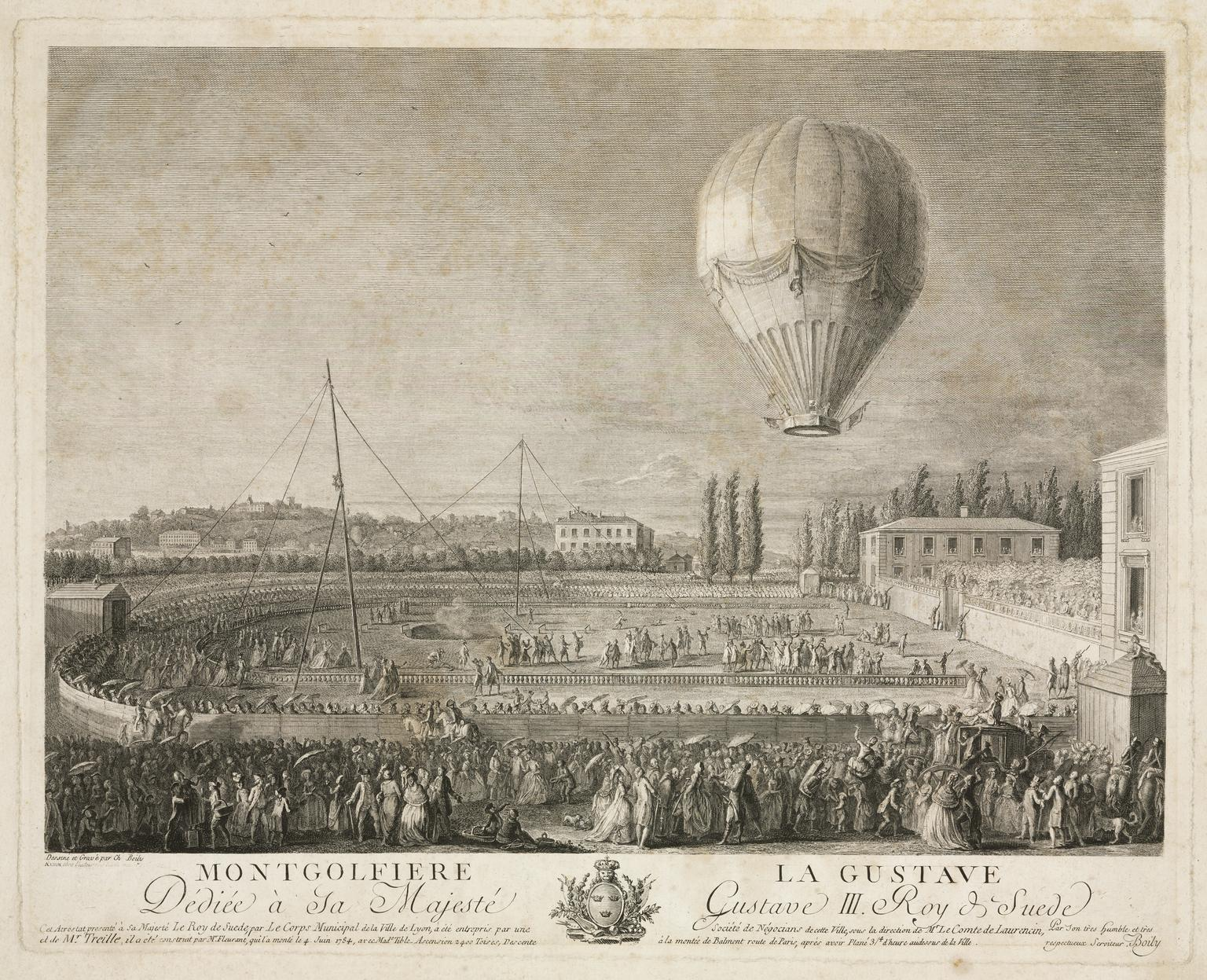
Le 1er vol féminin par Élisabeth Tible, le 4 juin 1784 à Lyon, sur La Gustave.

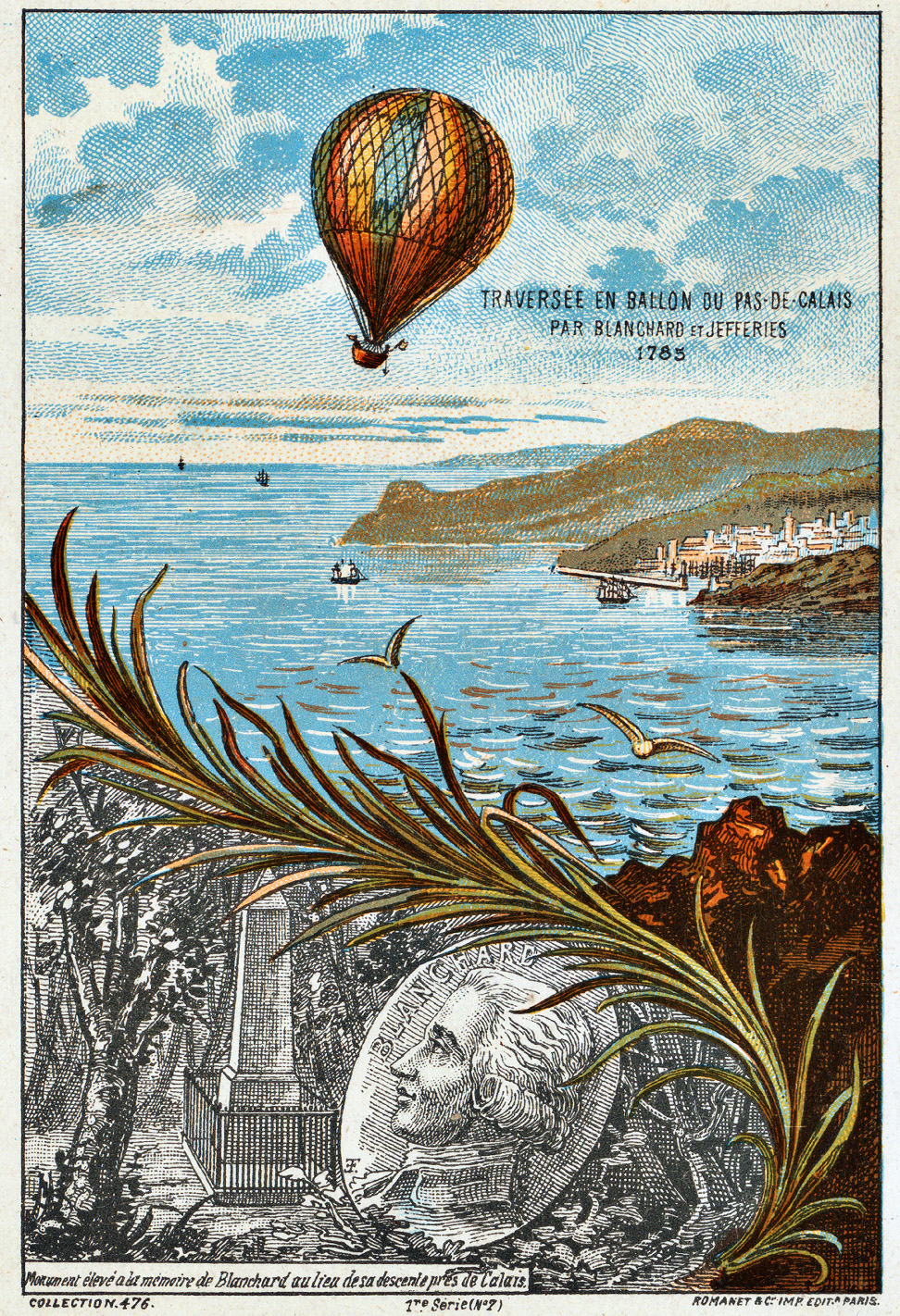
La traversée de la Manche en ballon à gaz, par Jean-Pierre Blanchard en 1785.

Si l'on excepte le prétendu vol que Kriakoutnoï aurait effectué en 1731, il est généralement admis que la montgolfière a été inventée par les frères Montgolfier, Joseph-Michel et Jacques-Étienne, en 1782. Mais ils furent en fait précédés par les démonstrations de l'inventeur portugais Bartolomeu Lourenço de Gusmão, qui fit voler de petits ballons à air chaud en août 1709 puis le 7 octobre 1709 au Portugal. Lourenço de Gusmão espérait transporter des hommes grâce à un ballon prénommé La Passarola mais l'expérience fut abandonnée avant qu'il y ait réussi. 
Le premier vol officiel sans passager du ballon à air chaud des frères Montgolfier a lieu place des Cordeliers, à Annonay en Ardèche, le 4 juin 1783. Le 19 septembre de la même année, un coq, un mouton et un canard firent l'expérience du premier vol habité à Versailles, devant le roi Louis XVI : leur ballon s'envole jusqu'à environ 550 mètres de hauteur,. Le 19 octobre, à la Folie Titon, aujourd'hui située rue de Montreuil à Paris, à l'époque encore bourg de Saint-Antoine, a lieu le premier vol captif humain, effectué par Jean-François Pilâtre de Rozier et Giroud de Villette.
Le premier vol libre humain élève Jean-François Pilâtre de Rozier et le Marquis d'Arlandes le 21 novembre 1783. Le « lâcher » a lieu en lisière du Bois de Boulogne, et l'atterrissage à la Butte-aux-Cailles, emplacement actuel de la place Paul-Verlaine dans le 13e arrondissement, soit un vol de 9 kilomètres.
La première femme à voler fut Élisabeth Tible, le 4 juin 1784 à Lyon sur La Gustave.
Le 23 juin 1784, triple record du monde, de Jean-François Pilâtre de Rozier et du chimiste Louis Joseph Proust à bord de la montgolfière La Marie-Antoinette conçue par Étienne Montgolfier : distance 52 km, vitesse 60 km/h et altitude 3 000 m environ.
L'histoire des premiers vols en montgolfière est aussi l'histoire d'une exploration scientifique. Faire s'élever le ballon est une chose, savoir pourquoi il vole en est une autre. Le Journal de Paris en 1784 rapporte plusieurs témoignages d'expériences qui montrent cette incompréhension. Le « mystère » ne semble commencer à se dissiper qu'à la mi-juin 1784, où est imaginé le concept d'un ballon solaire :

« (…) nous avons même annoncé, dans la première partie de notre procès-verbal qui est imprimée, une conjecture de notre confrère M. le P. de Virly, qu'il ne serait peut-être pas impossible de faire un Ballon qui, rempli aux trois quarts d'air commun, s'élevât par la seule raréfaction occasionnée par la chaleur du soleil ; nous ne nous attendions pas à en voir aussitôt la vérification la plus complète (sic). »

— Extrait d'une lettre de M. de Morveau, Dijon, 1er juin 1784, Journal de Paris, 13 juin 1784, no 165, p. 712.
Les premières montgolfières étaient délicates à mettre en œuvre avec le foyer qu'il fallait alimenter sans mettre le feu au ballon, avec des escarbilles ou un ballot de paille à moitié consumé. Après des débuts prometteurs, elles sont donc supplantées par les « charlières », ballons à gaz, dont le premier gonflé à l'hydrogène s'envole le 1er décembre 1783 avec à son bord l'inventeur même de ce type de ballon le physicien Charles et les frères Robert. La première traversée de la Manche est aussi effectuée avec un ballon à hydrogène le 7 janvier 1785 par Jean-Pierre Blanchard, dans le sens Angleterre vers France.
Jean-François Pilâtre de Rozier perd la vie le 15 juin 1785 en essayant de traverser la Manche depuis la France, lorsque sa rozière, aérostat hybride constitué d'une montgolfière cylindrique surplombée d'un ballon à hydrogène, prend feu et s'écrase au sol (dans ce type d'aérostat qui évite l'emport de lest, la chaleur du foyer se transmet aussi bien au compartiment air chaud qu'à celui gaz). L'hydrogène, coûteux, difficile à préparer et extrêmement inflammable, est ensuite remplacé par du gaz d'éclairage bon marché.
Pendant la période de déclin, les montgolfières ne sont plus équipées de foyer, elles sont gonflées à bloc au sol puis on les laisse s'envoler librement. La montgolfière s'élève très rapidement et redescend avec l'abaissement progressif de la température de l'air dans le ballon, pour un vol d'une dizaine de minutes.
À la fin des années 1950, l'utilisation d'une fibre synthétique pour l'enveloppe (le nylon), et d'un gaz de pétrole liquéfié (le propane) comme carburant, allaient relancer la montgolfière, en permettant un usage souple et sécurisé. Les premières montgolfières ainsi modernisées volent d'abord aux États-Unis. Elles arrivent en France en 1972.
Il existe chaque année en juin, une fête de la montgolfière qui se déroule à Annonay, lieu de création, mise au point et premier décollage de l'appareil des frères Montgolfier.

### Origine du nom

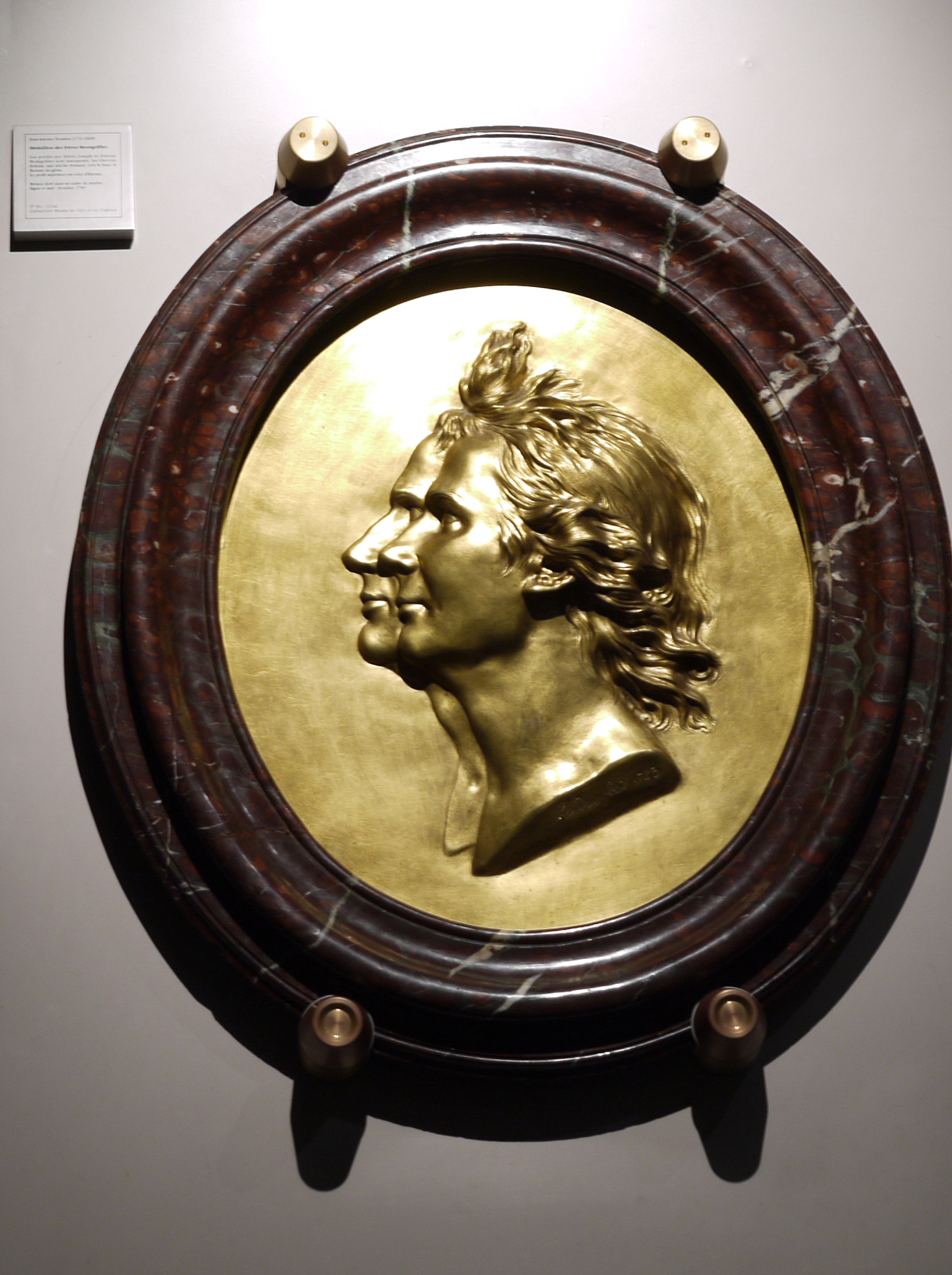
Médaillon en bronze des frères Montgolfier, par Houdon (musée du Bourget).

Dès juin 1784, après le vol de La Gustave le nom de « montgolfière » est utilisé en français pour désigner les ballons à air chaud se sustentant selon le principe découvert par les frères Montgolfier.

## Technique de construction
Une montgolfière moderne est constituée de trois éléments principaux : l'enveloppe, le brûleur relié aux réservoirs de carburant (du propane en phase liquide) et la nacelle.

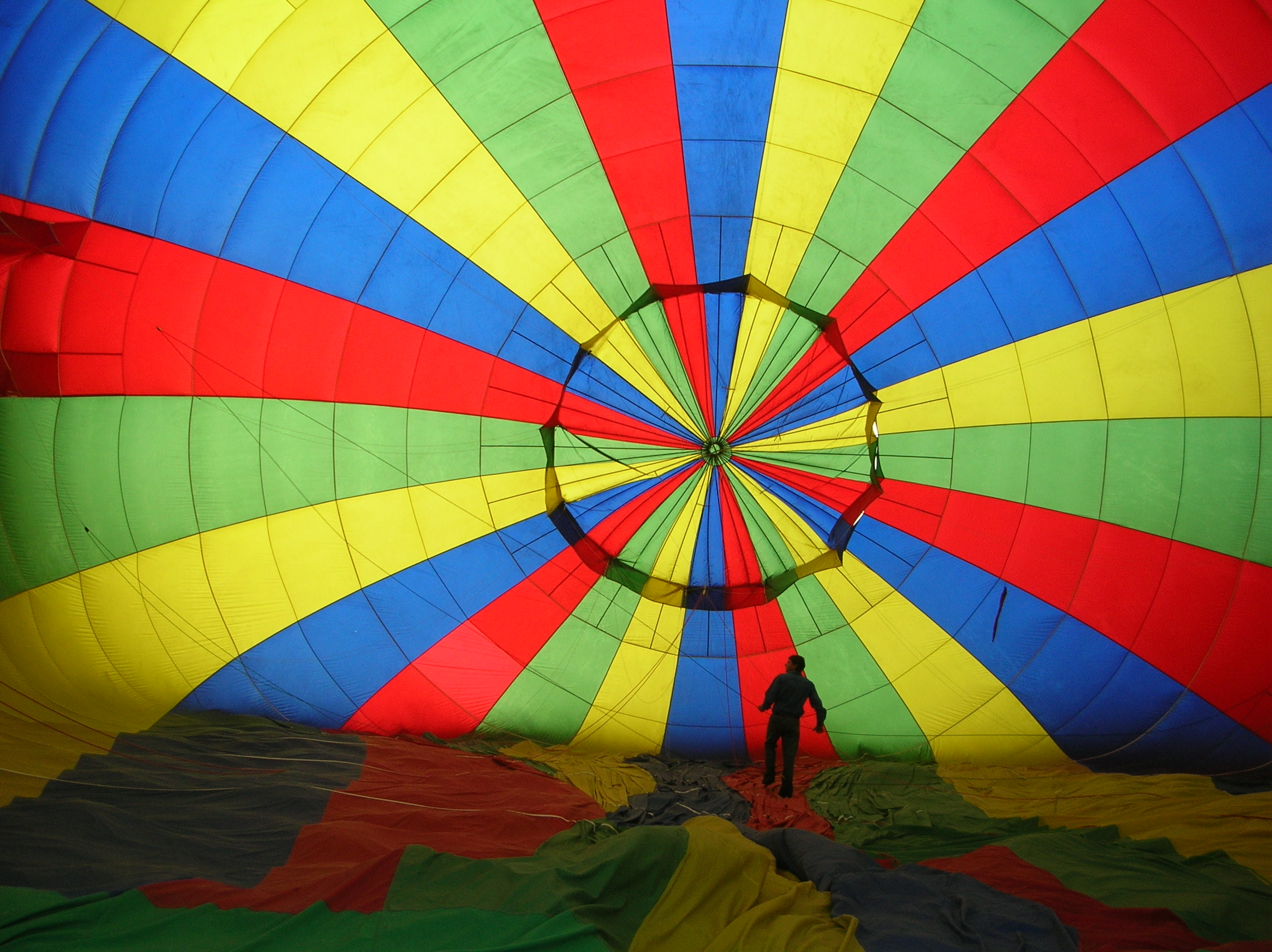
Intérieur d'un ballon.

### L'enveloppe

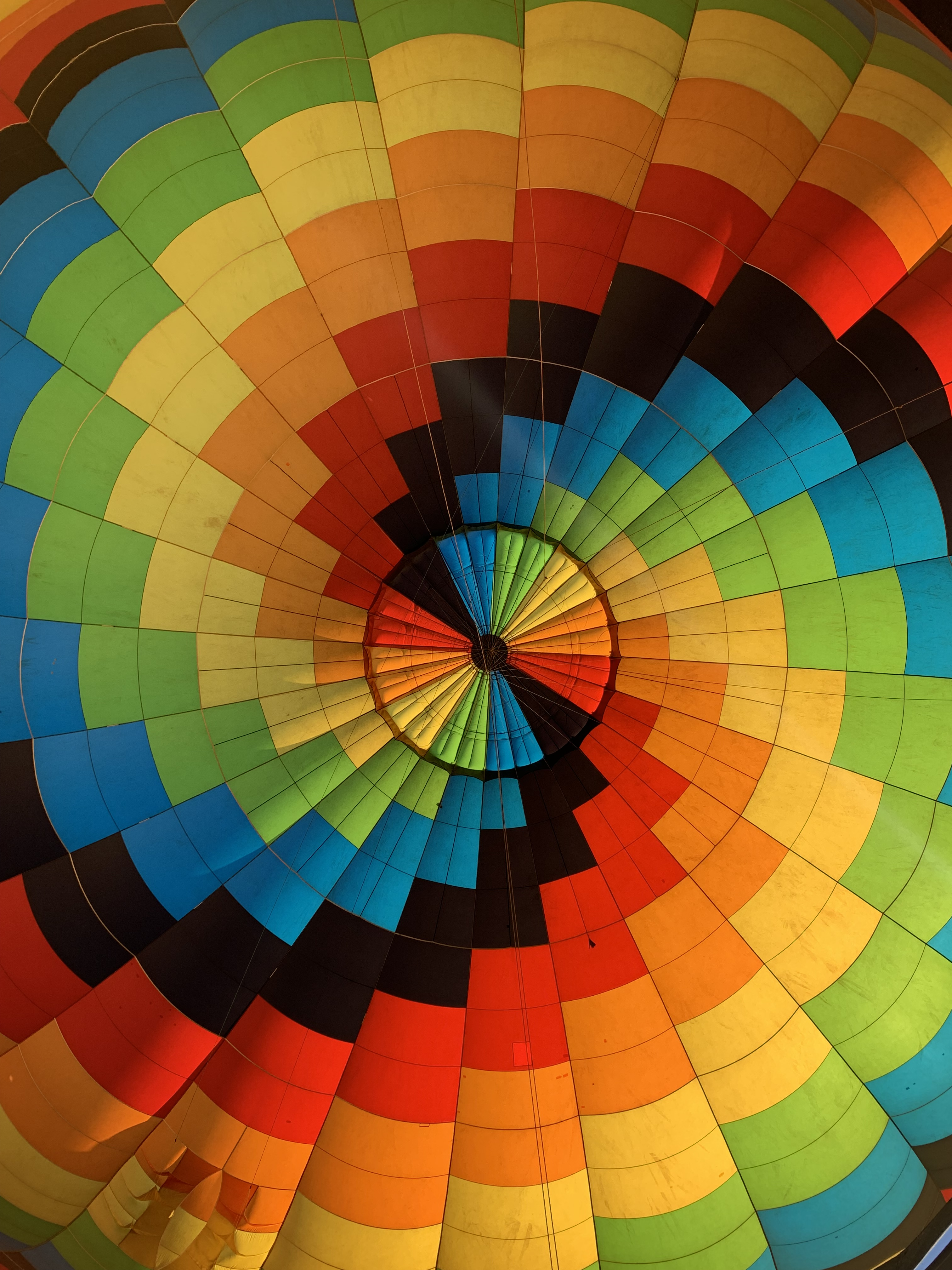
Vue de l'intérieur d'une enveloppe de montgolfière.

Les frères Montgolfier avaient conçu leurs premières montgolfières en papier et en tissu (taffetas de soie), aujourd'hui l'enveloppe est constituée d'un tissu (généralement nylon ou polyester) enduit (polyuréthane, silicone…) destiné à le protéger des rayons ultraviolets et réduire le taux de fuite de l'air chaud. Le dessin de l'enveloppe peut être lisse ou lobée. Dans les deux cas, l'enveloppe est constituée de fuseaux qui sont cousus ensemble. La forme des fuseaux change selon le type de ballon désiré.
Selon le modèle, le volume de l'enveloppe gonflée est compris entre 250 m3, pour emmener une personne seule dans des conditions météorologiques très favorables, à plus de 21 000 m3 pour les plus grandes permettant l'emport de 32 personnes.
La diminution de température par arrêt d'alimentation en air chaud suffit à atterrir quand il y a peu de vent. Les ballons sont également équipés de systèmes permettant de les vider très vite. Il existe trois méthodes de dégonflement, deux réversibles et une définitive :
- les systèmes réversibles :
  - la soupape circulaire (aussi nommée parachute en raison de sa forme) dans la partie supérieure de l'enveloppe qui est accrochée avant le gonflement grâce à des velcros ; le pilote peut l'ouvrir depuis la nacelle, en l'air, pour libérer de l'air chaud en vue de mettre le ballon en descente ; la pression interne permet à la soupape de se remettre en place dès que la corde d'ouverture est relâchée ;
  - le dégonflement rapide ; en réalité, c'est un dérivé du premier qui permet d'actionner cette même soupape et de la transformer en un cône permettant de libérer l'air beaucoup plus rapidement. La soupape revient en place en actionnant une autre corde. Ce système ne doit être utilisé qu'à l'atterrissage (cas typique : par vent fort pour éviter au ballon de traîner au sol) ;
- le système non réversible : il permet d'ouvrir une grande zone d'évacuation de l'air chaud, à proximité du sommet du ballon (triangle, zone circulaire, rectangulaire, etc.). Ce système non réversible doit être réarmé lorsque l'enveloppe est au sol (lors de la préparation du gonflement). Le pilote l'actionne au moyen d'une corde de commande lors de l'atterrissage.

### Le brûleur

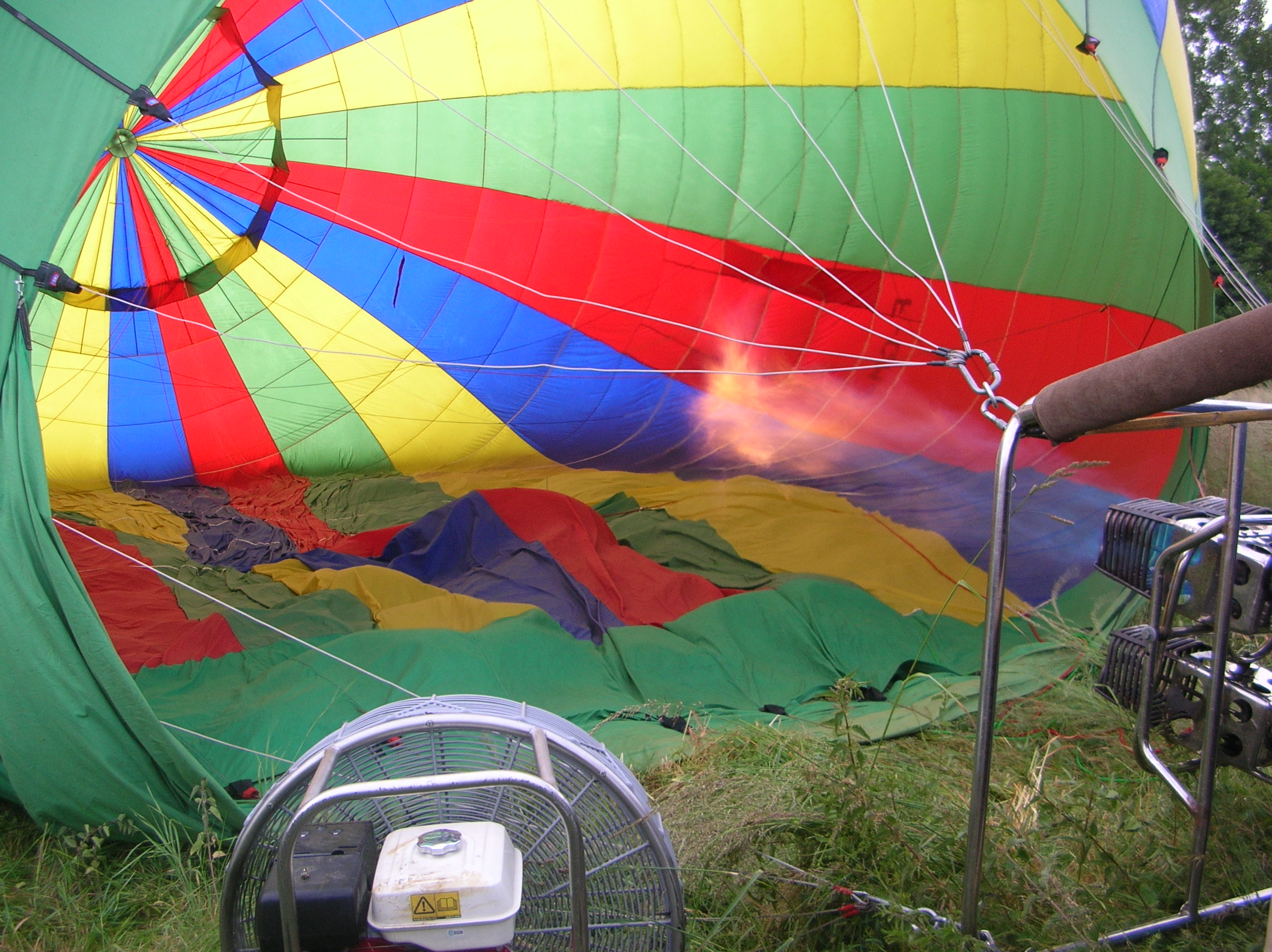
Chauffage de l'air dans le ballon. En bas à gauche, le ventilateur permet le gonflage de la montgolfière à froid avant de redresser le ballon à l'aide du brûleur.

Fixé à un cadre supporté par quatre cannes qui le supportent sur la nacelle, il se situe sous la « bouche » de l'enveloppe, au-dessus des passagers, et délivre une longue flamme (3 à 6 m). Il peut être simple ou, plus généralement, double, pour permettre au pilote une plus grande réactivité en disposant ainsi, au besoin, d'une double puissance de chauffe assurant une ascension plus rapide.

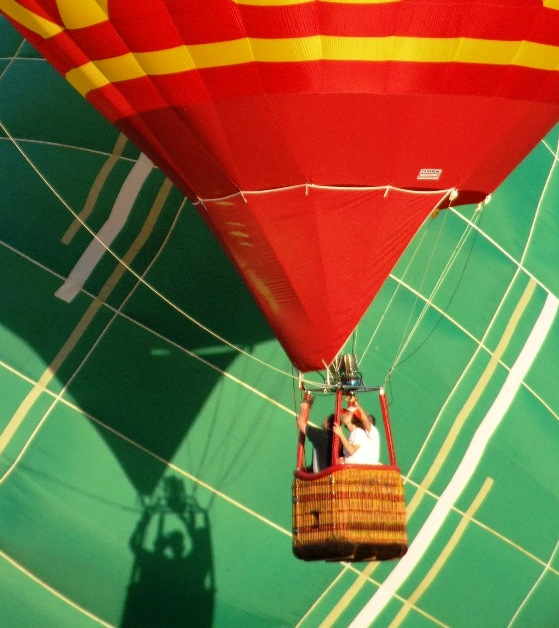
Nacelle de montgolfière.

Le propane à l'état liquide est contenu dans des bouteilles cylindriques en aluminium (ou acier, plus lourd ; ou encore en titane, plus léger mais très fragile et coûteux), placées dans la nacelle. Il alimente le brûleur à travers des tuyaux (grâce à la pression du gaz) où il se vaporise dans un serpentin de détente situé généralement autour du brûleur. Le mélange air-propane est enflammé par une veilleuse continue. La longue flamme, juste sous l'ouverture de l'enveloppe, réchauffe l'air contenu dans le ballon, ce qui permet son ascension.

### La nacelle
Elle est le plus souvent en osier ou en rotin, avec un plancher en contreplaqué. Beaucoup d'autres matériaux ont été utilisés, mais ce sont ces matériaux naturels, qui offrent une souplesse indispensable, surtout lors d'atterrissages un peu sportifs. Pour embarquer 3 personnes et les bouteilles, la dimension classique est 1,15 m de hauteur, 1,20 m de longueur sur 1,10 m de largeur.

## Technique de vol

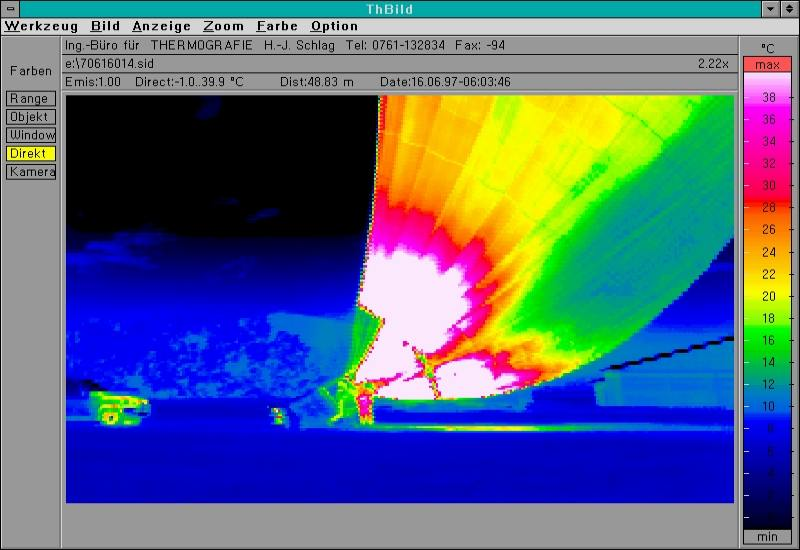
Cette image thermique montre le gonflement d'une montgolfière par de l'air chauffé à l'aide d'un brûleur : l'air chaud s'élève.

Les montgolfières exploitent d'une part le principe d'Archimède et, d'autre part, la caractéristique des gaz selon laquelle le produit de la pression du gaz par son volume est toujours proportionnel à sa température. Ce deuxième principe est décrit par l'équation d'état du gaz parfait.
La poussée d'Archimède est la force reçue par un corps plongé dans un fluide (liquide ou gazeux) égale à l'opposé du poids du volume de fluide déplacé de ce corps.
Sous l'action de la chaleur, l'air se dilate. Sa masse volumique diminue : donc, à pression identique, l'air chaud est plus léger (pour le même volume) que l'air froid. On peut vérifier ce phénomène, dans une pièce calme (la pression étant donc constante à l'intérieur) que l'air au plafond est plus chaud que l'air au sol : il est plus léger et s'accumule en hauteur.
Le principe d'Archimède indique que, si le volume de l'ensemble (ballon chargé + air contenu dans l'enveloppe) est plus léger que le volume équivalent de l'air environnant, le ballon s'élève dans l'air.

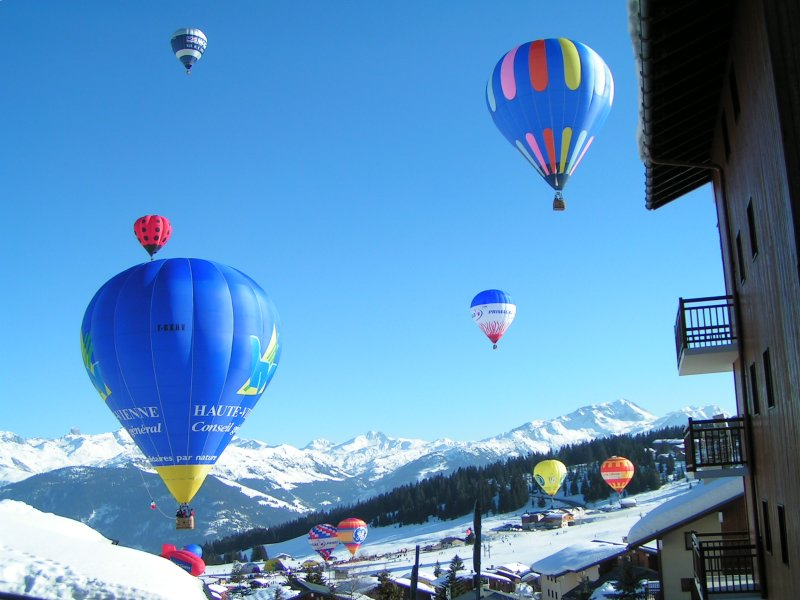
Rassemblement au col des Saisies en 2005.

La pression atmosphérique diminuant avec l'altitude (d'environ 1 hPa par 28 pieds au niveau de la mer, soit environ 1 mbar par 8,53 m), la masse de l'air déplacé par le ballon réduit avec l'altitude du ballon. Le point d'équilibre sera atteint lorsque le poids de la montgolfière sera égal au poids de l'air déplacé (par sa présence). Le ballon est dit « ouvert », contrairement à un ballon à gaz dont la masse de gaz est constante, et l'altitude d'équilibre dépend de la température de l'air contenu dans l'enveloppe dont le volume est constant.
Le déplacement latéral d'une montgolfière ne dépend que du vent dans la zone où elle se situe. Dans certaines conditions météorologiques, le vent en altitude peut être très différent de celui au ras du sol : cette particularité est utilisée par les pilotes pour se diriger, et par exemple atteindre une cible donnée en faisant varier l'altitude de l'engin.

## Utilisation

### Loisirs

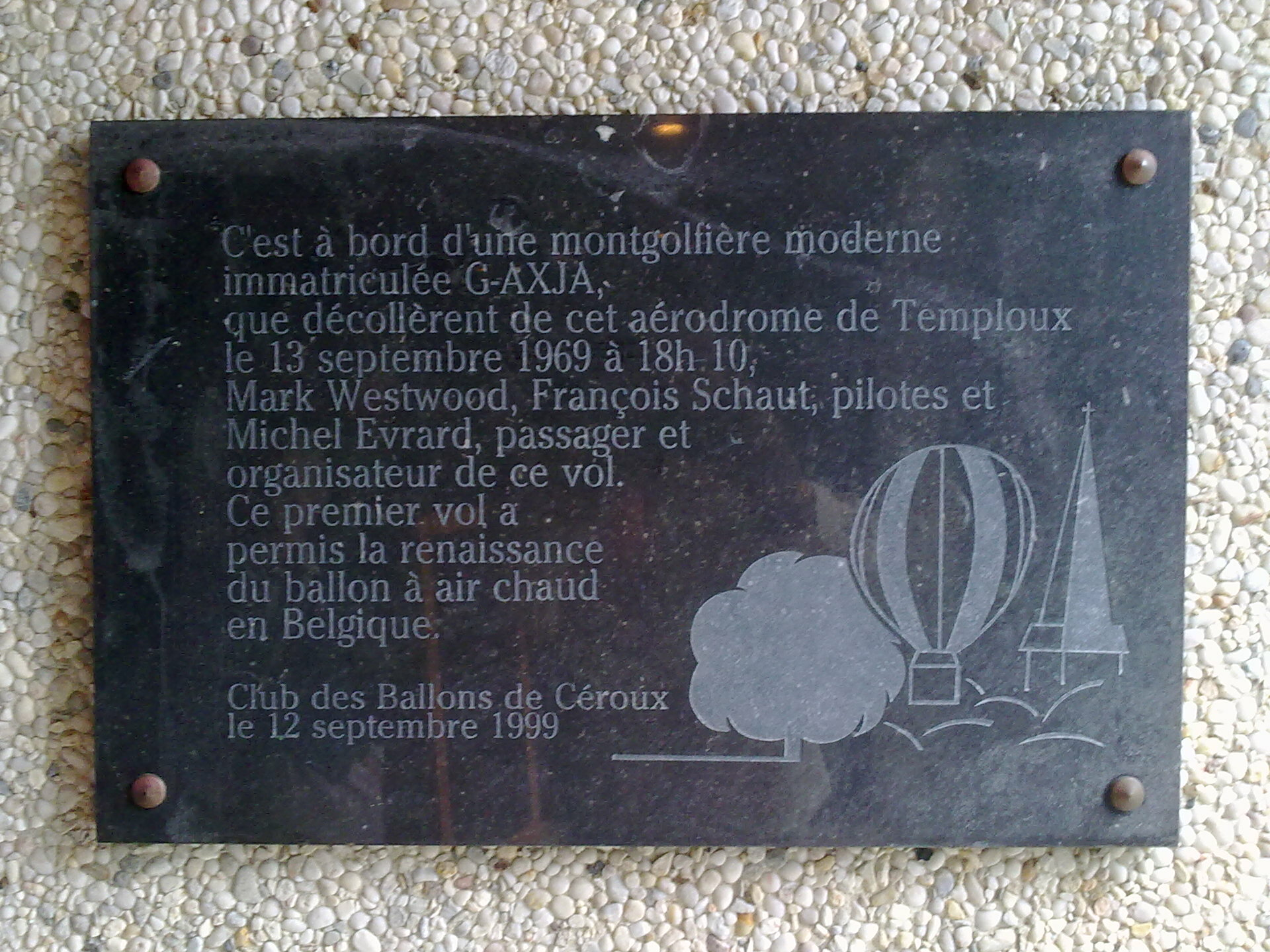
Plaque commémorative du vol en montgolfière de 1969 à l'aérodrome de Temploux (Belgique).

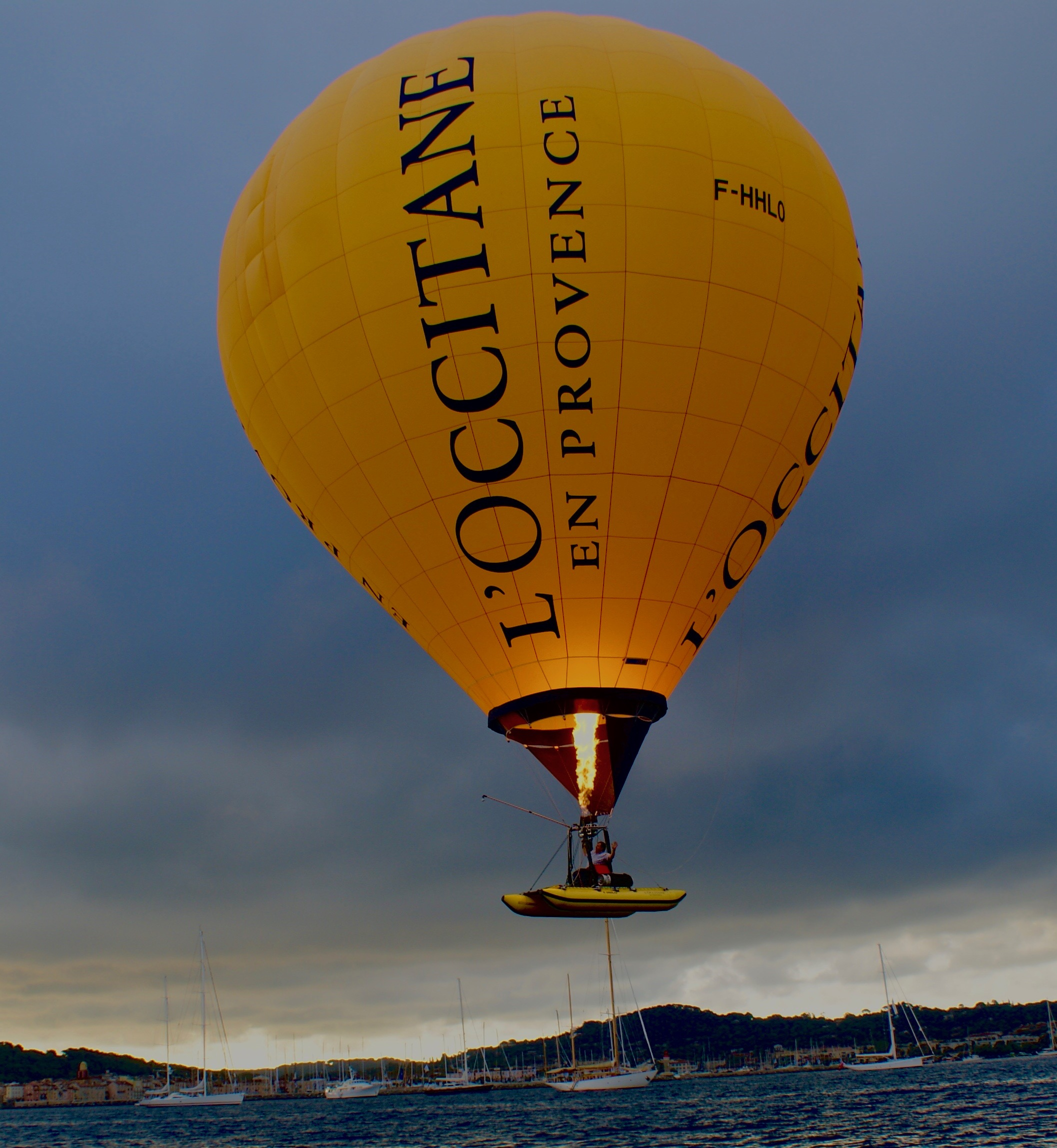
Exemple d'autoconstruction : l'aquaballoon de Mark Dworski.

Des sociétés commerciales ayant la licence de transport proposent de brèves excursions en montgolfière, généralement autour d'une heure de vol. Il s'agit d'un loisir assez onéreux. La Montgolfière peut aussi être opérée au sein d'association sans but lucratif afin non seulement de faire découvrir le monde aérostatique à des prix plus accessibles, mais aussi survoler certaine région, faire de la pédagogie, vol caritatif, PMR, compétition...
Voler à titre autonome est un petit investissement puisque, outre l'acquisition du ballon et l'obtention du brevet d'aérostier, une remorque (ou une camionnette) est indispensable pour transporter à la fois l'enveloppe repliée dans un gros sac, la nacelle et ses brûleurs, les bouteilles de propane et au moins un ventilateur autonome puissant. Après l'atterrissage, le même véhicule doit aller récupérer la montgolfière, le pilote ainsi que ses passagers éventuels.
La plus grosse montgolfière homologuée au monde peut transporter 32 passagers. Des montgolfières avec nacelle à deux étages ont volé avec 50 passagers (Heineken en 1979 ou Crédit Lyonnais en 1983).
Il est aussi possible d'acquérir sa propre montgolfière, neuve ou d'occasion, seul(e) ou à plusieurs, avec ses fonds propres ou à l'aide d'un commanditaire, les ballons offrant une importante surface, souvent exploitée par les publicitaires.
Une alternative est de pratiquer l'autoconstruction en réalisant soi-même son ballon, pour une somme bien inférieure aux prix du marché, mais en contrepartie d'environ 200 heures de travail.

### Compétitions et records
La Fédération aéronautique internationale (FAI), commission de l'aérostation, reconnait quinze catégories classées selon le volume de l'enveloppe :
| Classe | Taille            |
| AX01   | moins de 250 m³   |
| AX02   | 250-400 m³        |
| AX03   | 400-600 m³        |
| AX04   | 600-900 m³        |
| AX05   | 900-1 200 m3      |
| AX06   | 1 200-1 600 m3    |
| AX07   | 1 600-2 200 m3    |
| AX08   | 2 200-3 000 m3    |
| AX09   | 3 000-4 000 m3    |
| AX10   | 4 000-6 000 m3    |
| AX11   | 6 000-9 000 m3    |
| AX12   | 9 000-12 000 m3   |
| AX13   | 12 000-16 000 m3  |
| AX14   | 16 000-22 000 m3  |
| AX15   | plus de 22 000 m3 |

Il existe chaque année durant l'été les championnats de France de montgolfière. Et tous les deux ans ont lieu les championnats d'Europe et du monde. Aujourd'hui les pilotes français les plus titrés sont : François Messines et Stéphane Bolze[réf. nécessaire]. Les Français Hélène Dorigny et Michel Arnould furent détenteurs des records du monde toutes catégories de durée de vol (40 h 12 min 5 s le 6 juillet 1984), distance parcourue (1 154,75 km le 26 novembre 1981) et d'altitude (12 301 m le 18 juillet 1980 en catégorie AX08).
Au 23 août 2018, les records du monde validés sont les suivants :
| Type de record | Valeur      | Date             | Détenteur                         |
| Altitude       | 21 027 m    | 26 novembre 2005 | Vijaypat Singhania (Inde)         |
| Distance       | 7 671,91 km | 15 janvier 1991  | Per Axel Lindstrand (Royaume-Uni) |
| Durée          | 55 h 10     | 9 février 2017   | Ivan Menyaylo (Russie)            |

Le record du monde d'envol simultané a eu lieu en France, le 28 juillet 2017 à l'occasion du Mondial Air Ballons de Chambley avec un décollage en ligne de 456 montgolfières.

## Littérature

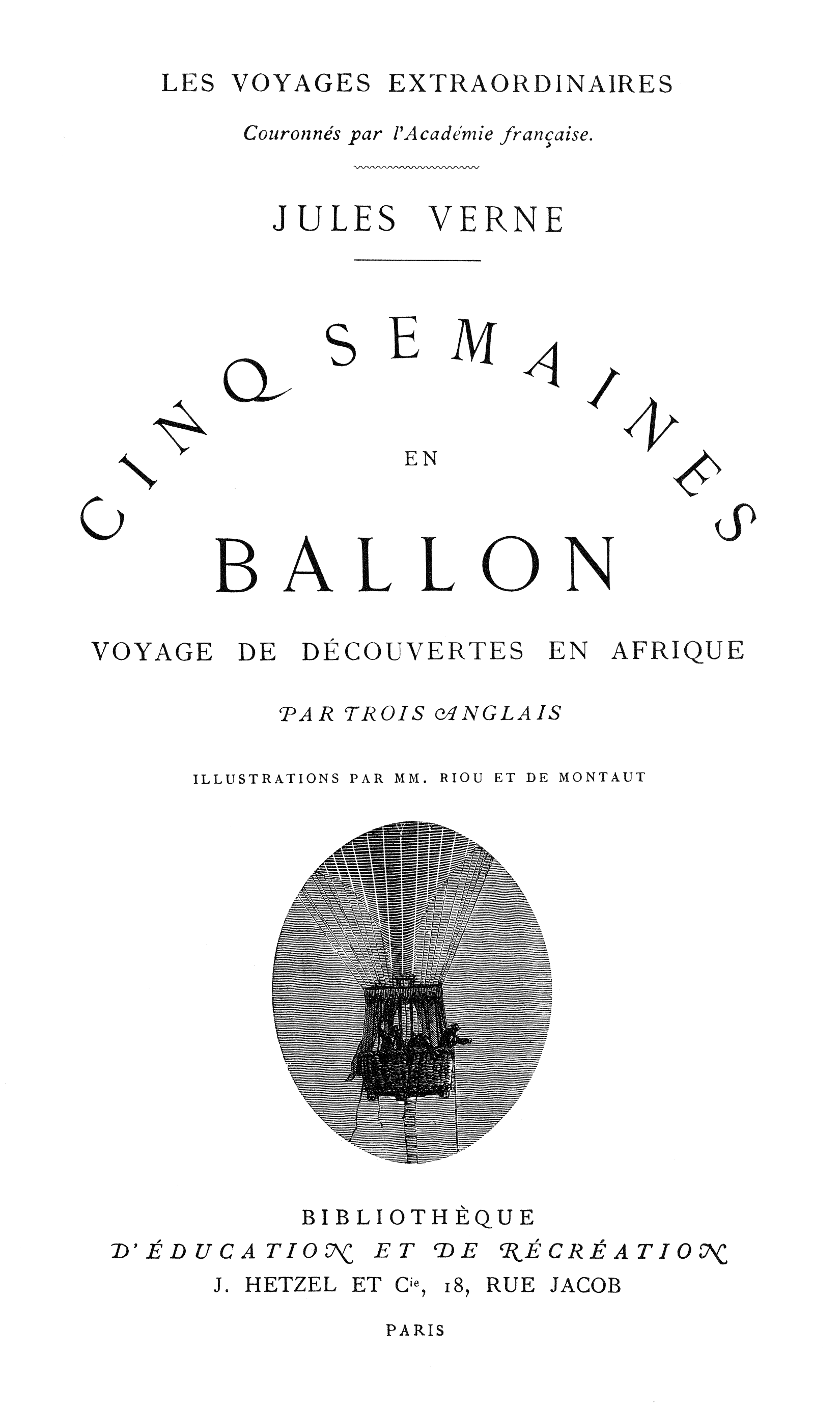
Cinq semaines en ballon, de Jules Verne.

- Cinq semaines en ballon, de Jules Verne, raconte l'histoire d'un inventeur qui entreprend de traverser le continent africain (alors partiellement inexploré) au moyen d'un ballon gonflé à l'hydrogène. Samuel Fergusson, héros du roman, a en effet inventé un dispositif qui, en lui évitant de perdre du gaz ou de devoir jeter du lest pour régler son altitude, autorise de plus longs voyages.
- Les Vingt-et-un Ballons (The Twenty-One Balloons) de William Pène du Bois raconte l'histoire d'un scientifique de San Francisco qui entreprend un voyage autour du monde en montgolfière en 1883. Des mouettes percent son ballon et il chute dans les eaux de l'archipel du Krakatoa. Alors qu'il nage vers la côte, il aperçoit un village de 80 habitants. Ils forment une société secrète qui s'enrichit en extrayant des diamants des mines du volcan. Lorsque le volcan explose le 27 août 1883, les 81 personnes s'entassent sur une plateforme accrochée à 20 montgolfières et survolent le monde, avant de sauter en parachute. Ce roman a obtenu la médaille Newbery en 1948.
- Louis-Ferdinand Céline décrit dans Mort à crédit les derniers soubresauts du plus léger que l'air : il est l'assistant d'un inventeur qui tente de gagner sa vie avec des démonstrations de montgolfières, alors que la mode est passée aux premiers aéroplanes.

## Cinéma
- Dans Bobby Deerfield (1977), film de Sydney Pollack avec Al Pacino, le personnage interprété par Marthe Keller participe à une régate de montgolfières, en Toscane.
- Le film allemand Le Vent de la liberté (2018), réalisé par Michael Herbig, retrace l'histoire véridique de deux familles qui réussirent à fuir la RDA en montgolfière, en 1979.